# Valea Lungă-Cricov, Dâmbovița
Valea Lungă-Cricov (în trecut, Valea Lungă) este satul de reședință al comunei Valea Lungă din județul Dâmbovița, Muntenia, România.
La sfârșitul secolului al XIX-lea, localitatea se numea Valea Lungă și era reședința comunei Valea Lungă, din plaiul Prahova al județului Prahova comună formată din satele Valea Lungă, Gheboasa și Vișinești, cu 1206 de locuitori. În această comună funcționau o școală și două biserici, dintre care una aparținea locuitorilor din comuna vecină Valea Lungă, Dâmbovița.
În 1925, comuna se afla tot în plasa Prahova și avea 1890 de locuitori în satele Bocești, Gheboaia, Valea lui Dan și Valea Lungă. În 1931, ea a fost transferată la județul Dâmbovița, și a luat numele de Valea Lungă-Cricov, și la fel a fost denumit și satul. Comuna avea în compunere satele Băcești, Gheboasa, Șerbăneasca, Valea lui Dan și Valea Lungă-Cricov.
În 1950, comuna Valea Lungă-Cricov a trecut în administrarea raionului Câmpina din regiunea Prahova și apoi (după 1952) din regiunea Ploiești. În 1968, comuna a fost comasată cu comuna vecină Valea Lungă-Gorgota și a format comuna Valea Lungă, iar satul Valea Lungă-Cricov a devenit reședința ei.